# Torrescárcela
Torrescárcela – gmina w Hiszpanii, w prowincji Valladolid, w Kastylii i León, o powierzchni 50,76 km². W 2011 roku gmina liczyła 173 mieszkańców.